# Pidä huivista kiinni, Tatjana
Pidä huivista kiinni, Tatjana (bra: Se Cuida, Tatiana; prt: Toma o teu Lenço, Tatiana) é um filme germano-finlandês de 1994 dirigido, produzido e co-escrito por Aki Kaurismäki. O filme conta a história de dois homens de meia-idade, tímidos e insatisfeitos, que fogem da casa de suas mães e dirigem sem rumo pelas estradas vicinais da Finlândia.

## Enredo
Valto mora com a mãe, que dirige uma loja de roupas. Valto é visto costurando roupas para sua mãe no início do filme. Quando ele descobre que o café acabou e sua mãe se recusa a fazer outro imediatamente, ele a tranca em um armário, rouba seu dinheiro e sai. Valto encontra Reino, que está consertando o carro de Valto. Eles então partem em uma viagem sem destino aparente. Com a música saindo de um toca-discos de vinil do carro de Valto e a história de Reino sobre como ele teve problemas legais depois de dar um soco em alguém, os dois aparentemente estão gostando da viagem. Este é um momento típico de cena comum tornada interessante de Kaurismäki.
Ao pararem em um bar, eles conhecem Tatiana da Estônia e Klavdia da Rússia. Tatiana e Klavdia pedem a Valto e Reino que os levem até um porto. Como a viagem de Valto e Reino não tem um destino claro em primeiro lugar, Valto e Reino concordam em levar Tatiana e Klavdia.
Ao longo da viagem, Valto bebeu café e Reino bebeu vodca. Embora Reino seja reservado por natureza, ele se senta ao lado de Tatiana durante uma das paradas da viagem. Tatiana relaxa a cabeça no ombro de Reino. O filme sugere que os dois se apaixonaram neste momento.
No final do filme, Reino e Tatiana continuam apaixonados e moram juntos na Estônia enquanto Valto volta para casa, tira a mãe do armário e volta a costurar roupas.

## Elenco
- Kati Outinen como Tatjana
- Matti Pellonpää como Reino
- Kirsi Tykkyläinen como Klavdia
- Mato Valtonen como Valdemar 'Valto' Reiman
- Elina Salo como recepcionista
- Irma Junnilainen como mãe de Valto
- Veikko Lavi como Vepe
- Pertti Husu como Pepe
- Viktor Vassel como motorista de ônibus
- Carl-Erik Calamnius como atendente de posto de gasolina
- Atte Blom como atendente de bar 1
- Mauri Sumén como atendente de bar 2